# Territorio Nacional de Colonias
El Territorio Nacional de Colonias, a veces conocido como el Territorio Nacional de Colonias del Noroeste, fue una división político-administrativa de la República de Bolivia que existió entre 1900 y 1938 en el extremo norte amazónico del país. Su capital estaba ubicada en la localidad de Puerto Alonso, sobre el río Acre, y su administración estaba a cargo del Delegado Nacional dependiente del Ministerio de Colonias. Su territorio abarcaba los actuales territorios del Estado de Acre en Brasil, partes de los departamentos de Madre de Dios y Ucayali en Perú, así como el departamento de Pando en Bolivia.

## Antecedentes

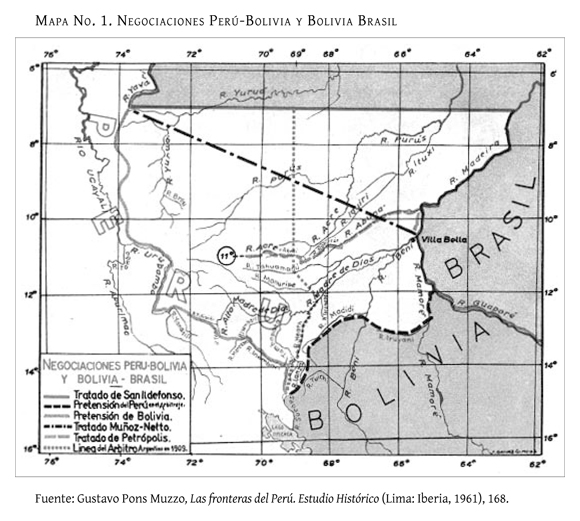
Mapa donde se muestra las negociaciones entre Perú y Bolivia y Bolivia y Brasil por el territorio del Acre.

Durante la época colonial, los territorios comprendidos en la región de la actual Amazonía de Bolivia y el actual estado brasileño de Acre eran de dominio español. En los años 1560, durante la colonización española, el procurador andaluz, Diego Alemán, organizó una expedición que partió desde la ciudad de La Paz hacia las tierras amazónicas al norte. Fue así que fue el primer español en llegar al río Amarumayo (hoy río Madre de Dios), pasando por el territorio que luego sería el Territorio Nacional de Colonias.
Este territorio, durante la Real Audiencia de Charcas, no era administrada por ningún territorio formal o intendencia. La más cercana era la Intendencia de La Paz, la cual llegaba (en su extremo norte-nordeste) hasta el río Beni.
Luego de la Independencia de Bolivia, que culminó el 6 de agosto de 1825, los antiguos territorios españoles pasaron a pertenecer a los países recién creados. Sin embargo, los límites entre estos no estaban del todo definitivamente trazados. Con el Tratado de Ayacucho firmado entre Brasil y Bolivia en 1867, quedó delimitada la frontera entre ambos países y la región del Acre fue dividida entre ambos.
Las áreas que abarcaría el Territorio Nacional de Colonias permanecieron en gran medida inexploradas y subdesarrolladas hasta finales del siglo XIX.Estas regiones, eran habitadas principalmente por poblaciones indígenas, amazónicas y no habían sido objeto de una exploración significativa en el sentido de adentramiento a la extensa Amazonía, lo cual no logró un asentamiento o desarrollo urbano. El interés económico de la región amazónica era bajo a comparación con otras regiones en el periodo colonial. El periodo del Auge de la Goma se desarrollaría mucho tiempo después, entre finales del siglo XIX y principios del siglo XX.
El 28 de octubre de 1890 el Congreso de Bolivia sancionó una ley durante el gobierno de Aniceto Arce que creó dos delegaciones nacionales en el norte amazónico del país, llamadas Delegación del Madre de Dios y Delegación del río Purús. El objetivo de estas dos delegaciones era principalmente desarrollar planes de exploración, establecimiento de colonia agrícolas y la apertura de caminos, así como levantar información administrativa sobre sus territorios.

## Historia

Mapa de Bolivia (1920) con el Territorio de Colonias al norte.

Durante los primeros años de la República de Bolívar, bajo el gobierno de José Ballivián, en 1842 el territorio que luego se convertiría en el Territorio Nacional de Colonias fue incorporado al Departamento del Beni y en 1867 el expresidente Mariano Melgarejo, cedería la mitad del Acre al Brasil.
El Territorio Nacional de Colonias del Noroeste fue oficialmente creada el 8 de marzo de 1900 (separándolo oficialmente del departamento del Beni), mediante Decreto Supremo durante el gobierno de José Manuel Pando.El territorio estuvo bajo dependencia directa del Ministerio de Colonias, y su mayor autoridad era el Delegado.

### Posguerra
Luego de la guerra del Acre y de la cesión de la mayor parte del territorio disputado a favor de Brasil, la superficie del Territorio Nacional del Noroeste fue dividida por Decreto Delegacional de 27 de noviembre de 1905 en cuatro distritos a cargo de intendencias.
| Distrito          | Superficie (km2) |
| ----------------- | ---------------- |
| Río Beni          | 32.100           |
| Río Madre de Dios | 31.000           |
| Río Acre          | 23.900           |
| Río Orton         | 43.000           |

En el Territorio Nacional de Colonias se fundó el 9 de febrero de 1906 la ciudad de Cobija, por disposición del expresidente, en ese entonces Delegado Nacional del Territorio de Colonias, José Manuel Pando, con el nombre original de “Puerto Bahía”, en el lugar donde se encontraba la barraca gomera del mismo nombre, propiedad del empresario gomero Nicolás Suárez.

### Departamentización
El Territorio Nacional de Colonias pasó a llamarse departamento de Pando, en honor al expresidente José Manuel Pando. Esto fue el resultado de intensas negociaciones del "bloque oriental" de los representantes parlamentarios de Santa Cruz, Beni y el Noroeste. Entre sus varios puntos se decidió que Puerto Rico sería la capital. En 1939 la capital se trasladó a Cobija.

## Límites
Su límite al norte era en el punto de origen del río Yavarí, que formaba la frontera tripartita entre Bolivia, Perú y Brasil. Desde ese punto la frontera iba en línea recta hasta la cachuela Madera en el río Madera. Al sur limitaba con el departamento de La Paz y el departamento del Beni, a lo largo del río Beni hasta su confluencia río arriba con el río Madre de Dios, cerca de la actual ciudad de Riberalta.